# José Serrano (Politiker)

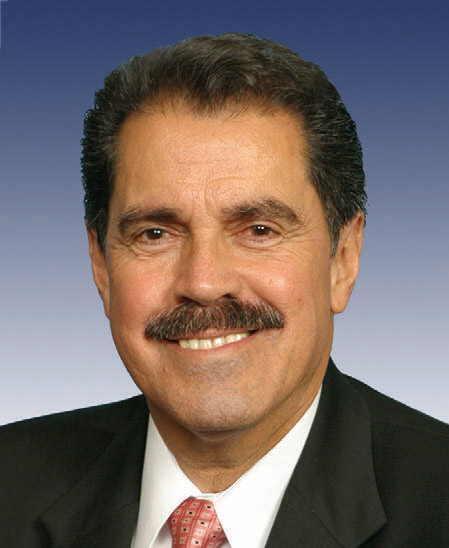
José Serrano

José Enrique Serrano (* 24. Oktober 1943 in Mayagüez, Puerto Rico) ist ein US-amerikanischer Politiker der Demokratischen Partei. Er war von 1990 bis 2021 Abgeordneter im US-Repräsentantenhaus und vertrat zuletzt den 15. Kongresswahlbezirk des Bundesstaates New York, der sich aus dem südwestlichen Teil des New Yorker Stadtteils Bronx zusammensetzt. Die Nummerierung seines Wahlbezirks änderte sich im Laufe der Zeit mehrfach.

## Leben
Serrano wurde 1943 in Mayagüez, Puerto Rico, geboren und zog als Kind mit seiner Familie nach New York City. Er wuchs im Mill Brook Housing Project im Stadtteil Bronx auf und besuchte dort die Dodge Vocational High School, anschließend das Lehman College. Von 1964 bis 1966 war er Mitglied des United States Army Medical Corps. Nach seiner Entlassung aus dem Militärdienst arbeitete Serrano als Bankangestellter und in der Schulverwaltung.
Serrano ist verheiratet und hat fünf Kinder. Sein Sohn José Marco ist Mitglied des Senats von New York.

## Politische Laufbahn
Serrano wurde 1974 in das Repräsentantenhaus des Bundesstaates New York gewählt, die New York State Assembly, dem er bis 1990 angehörte. Im Jahr 1976 war er Delegierter auf der Democratic National Convention, bei der Jimmy Carter zum Präsidentschaftskandidaten nominiert wurde. Als 1990 der bisherige Abgeordnete des 16. Kongresswahlbezirks von New York, Robert García, als Folge des sogenannten Wedtech-Skandals zurücktreten musste, trat Serrano als Kandidat der Demokratischen Partei bei der Nachwahl an und wurde mit über 90 % der Stimmen zum Abgeordneten des Repräsentantenhauses der Vereinigten Staaten gewählt, wo er am 20. März 1990 sein neues Mandat antrat. Er wurde bei allen folgenden Wahlen, einschließlich der des Jahres 2018, wiedergewählt. Seine letzte Legislaturperiode lief bis zum 3. Januar 2019. Bis 1993 vertrat er den 18. dann bis 2013 den 16. Wahlkreis seines Staates. Seit 2013 war er Repräsentant des 15. Wahlbezirks. 
Er ist bzw. war Mitglied im Bewilligungsausschuss und drei von dessen Unterausschüssen. (Subcommittee on Commerce, Justice, Science, and Related Agencies; Subcommittee on Financial Services and General Government [Vorsitzender]; Subcommittee on Interior, Environment, and Related Agencies)
2019 wurde bei Serrano Parkinson diagnostiziert. Infolgedessen verzichtete er auf eine erneute Kandidatur 2020. Er schied damit am 3. Januar 2021 aus dem US-Repräsentantenhaus aus.

## Positionen
Serrano gilt als "Progressive" und vertritt vor allem liberale Positionen. So stimmte er 2005 als einer von insgesamt drei Abgeordneten für einen Rückzug amerikanischer Truppen aus dem Irak und gegen den USA PATRIOT Act. Zudem setzt er sich dafür ein, dass Amerikaner mehr als eine Sprache beherrschen und bekämpft "English only"-Bestrebungen.